# Dakota (Volk)

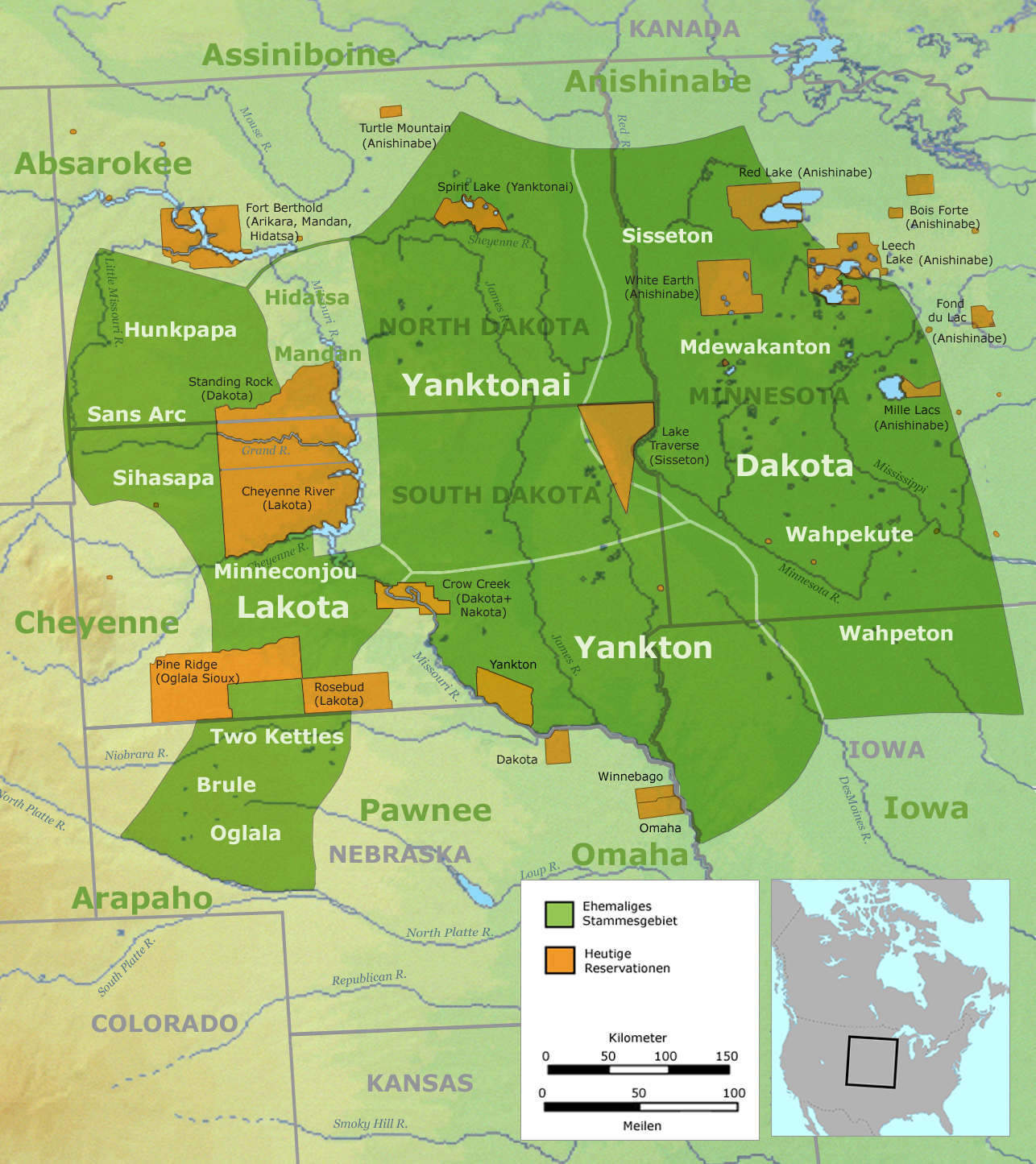
Ehemalige Stammesgebiete der Sioux-Gruppen (grün): der Dakota, der benachbarten Nakota (Yanktonai und Yankton) sowie Lakota-Stämme und heutige Reservationen (orange)

Die Dakota oder Dakhóta („Freunde, Verbündete“) sind die östliche Dialekt- und Stammesgruppe der Sioux aus der Sioux-Sprachfamilie. Ursprünglich lebten die Sioux-Stämme im Gebiet westlich der Großen Seen, jedoch wurden später große Gruppen der Sioux von den Anishinabe (Chippewa oder Ojibwe) nach Süden und Westen verdrängt. Auf der Wanderung in ihre neuen Jagdgründe teilten sich die Sioux in drei große regionale Stammesgruppen, die sich im Dialekt und teilweise auch in ihrer Lebensweise und Kultur unterschieden – den westwärts auf die Great Plains gezogenen Lakota (die seitdem auch als Teton oder Thítȟuŋwaŋ – „Bewohner der Prairie, d. h. der Ebenen“ bekannt sind), den Westlichen Dakota (seltener: „Mittlere Dakota“, da sie zwischen den Dakota im Osten und den Lakota im Westen lebten) sowie den im Osten zurückgebliebenen Dakota, die nun zur Unterscheidung oftmals als Östliche Dakhóta bezeichnet werden.
Die Sprecher der einzelnen Dialekte hatten keine Schwierigkeiten, einander zu verstehen. Während Dakhótiyapi (Santee-Sisseton) und Lakȟótiyapi heute noch von vielen Sioux gesprochen wird, ist die Dialektvariante des Dakȟótiyapi (Yankton-Yanktonai) nahezu ausgestorben.
In der Literatur sowie Fachliteratur wurden (werden) die „Östliche Dakhóta“ oftmals auch als Santee-Sisseton oder einfach als Santee-Dakota bzw. Santee-Sioux bezeichnet.
Die „Östliche Dakhóta“ sind hierbei jedoch von dem östlichen Sioux-Stamm der Santee (auch: Zantee, Seretee, Seratee, Sattee), die einst entlang des Mittellaufs des gleichnamigen Santee Rivers in South Carolina lebten, zu unterscheiden.

## Očhéthi Šakówiŋ oder die Sieben Ratsfeuer der Sioux
Die Sioux bildeten eine lose Allianz von drei regionalen Dialekt- und Stammesgruppen, die sie Oceti Sakowin oder Očhéthi Šakówiŋ („Das Feuer der sieben Stämme“, „Die sieben Ratsfeuer“) nannten, da sie aus sieben Otonwepi (bluts- sowie sprachverwandte Untergruppen; Singular: Otonwe bzw. Tȟuŋwaŋ) bestanden. Zu den Očhéthi Šakówiŋ gehörten (von Ost nach West) die vier Otonwepi der Östlichen Dakota (Mdewakanton, Wahpekute, Sisseton und Wahpeton), die zwei Otonwepi der Westlichen Dakota (Yankton und Yanktonai) sowie als größte Otonwe/Tȟuŋwaŋ die Lakota/Teton selbst:
1. Östliche Dakota oder Dakhóta (auch: Santee-Sisseton oder Santee)
- Santee (Isáŋyathi – ‘Knife Makers’) oder „Upper Council of the Dakota“, „Upper Sioux“
  - Mdewakanton oder Mdewakaŋtoŋwaŋ / Bdéwákhathuŋwaŋ (‘Dwellers of the Spirit Lake/Sacred Lake’ – „Bewohner/Volk des/am Bdé Waḳaŋ / Mde Waḳaŋ, d. h. Mille Lacs Lake“)
  - Wahpekute oder Waȟpékhute (‘Shooters Among the Trees’ – „Schützen im Laubwald“, nomadisierende Gruppe, daher fehlt der Namenszusatz Tȟuŋwaŋ bzw. Othúwahe – „Dorf“ oder „Siedler“)
- Sisseton oder „Lower Council of the Dakota“, „Lower Sioux“
  - Sisseton oder Sisíthuŋwaŋ (‘Dwellers in the Swamps’, ‘Fish Ground Dwellers’, ‘Marsh Dwellers’, ‘People of the Marsh’)
  - Wahpeton oder Waȟpéthuŋwaŋ (‘Dwellers Among the Leaves’)

2. Westliche Dakota oder Dakȟóta (auch: Yankton-Yanktonai), früher fälschlich als Nakota bezeichnet (dem Autonym der feindlichen Stoney und Assiniboine)
- Yankton oder Iháŋktȟuŋwaŋ (‚People of the End [of the Village]‘, ‚Village at the End‘)
- Yanktonai oder Iháŋktȟuŋwaŋna (‚People of the End [of the Little Village]‘, ‚Little Dwellers at the End‘, ‚Little Village at the End‘)

3. Lakota oder Thítȟuŋwaŋ / Teton („Bewohner der Prairie, d. h. der Ebenen“)
Die Mdewakanton waren bis zum Aufstand der Östlichen Dakota 1862 in Minnesota die führende Otonwe / Tȟuŋwaŋ der Očhéthi Šakówiŋ, mussten aber als Folge der Niederlage, bei der sie große Verluste an Menschen und Kampfkraft erlitten, ihre Stellung innerhalb der Allianz an die größte Óšpaye/Oyate (Stamm) der Lakota, den Oglala, abtreten.
Ursprünglich zählten die Assiniboine (und deren enge Verwandte die Stoney) ebenfalls zu den Sioux-Völkern, hatten sich jedoch bereits Mitte des 17. Jahrhunderts mit den zahlreicheren Woodland und Plains Cree verbündet und eine starke Handels- und Militärallianz gegründet, die bald als Cree-Assiniboine bzw. Cree-Konföderation oder Iron Confederacy („Eiserne Konföderation“) bezeichnet wurde, die verbündeten Stämme bezeichneten diese Allianz nach den zwei dominierenden Völkern einfach als Nehiyaw-Pwat (in Cree: Nehiyaw – „Cree“ und Pwat oder Pwat-sak – „Sioux (Feinde)“). Bereits im 17. Jahrhundert berichteten die europäischen Händler und Reisenden, dass die Assiniboine als Zweitsprache das Cree nutzen – viele Cree Bands sprachen ebenfalls Assiniboine. Als mächtige Zwischenhändler im Pelzhandel gelangten diese daher auch an europäische Waffen und diese bessere Waffenausrüstung gestattete der Cree-Assiniboine-Konföderation die Expansion nach Westen, Süden und Norden, wobei sie militärisch gegen die Chipewyan im Norden und die Dakota im Süden (1670–1700) vorgingen. Spätestens als Anfang des 18. Jahrhunderts sich west- und südwestwärts gezogenen Bands der Manitoba Saulteaux/Westliche Saulteaux (Plains Ojibwe) (Erzfeinde der Sioux-Völker) der Cree-Assiniboine-Konföderation anschlossen und nun gemeinsam gegen benachbarte Stämme vorgingen, betrachteten die Sioux (Östliche Dakota, Westliche Dakota und Lakota) die Assiniboine und Stoney nicht mehr zu den Očhéthi Šakówiŋ / Oceti Sakowin zugehörig – da diese nun zu ihren Feinden zählten, wurden sie einfach als Hohe („Rebellen“) bezeichnet.

## Stämme und Bands der Östlichen Dakhóta (Santee-Sisseton)
Die Östlichen Dakhóta umfassten vier Otonwepi (bluts- sowie sprachverwandte Untergruppen; Singular: Otonwe bzw. Tȟuŋwaŋ) – die Mdewakanton und Wahpekute (oft gemeinsam als Santee bezeichnet) sowie die Sisseton und Wahpeton (oft gemeinsam als Sisseton bezeichnet), die wiederum in zahlreiche separate Thiyóšpaye (Bands) aufgeteilt waren:
- Santee (Isáŋyathi – ‘Knife Makers’) oder „Upper Council of the Dakota“, „Upper Sioux“
  - Mdewakanton oder Mdewakaŋtoŋwaŋ / Bdéwákhathuŋwaŋ (‘Dwellers of the Spirit Lake/Sacred Lake’ – „Bewohner/Volk des/am Bdé Waḳaŋ / Mde Waḳaŋ, d. h. Mille Lacs Lake“)[8]
  - Wahpekute oder Waȟpékhute (‘Shooters Among the Trees’ – „Schützen im Laubwald“, nomadisierende Gruppe, daher fehlt der Namenszusatz Tȟuŋwaŋ bzw. Othúwahe – „Dorf“ oder „Siedler“)[9]
- Sisseton oder „Lower Council of the Dakota“, „Lower Sioux“
  - Sisseton oder Sisíthuŋwaŋ (‘Dwellers in the Swamps’, ‘Fish Ground Dwellers’, ‘Marsh Dwellers’, ‘People of the Marsh’ – „Volk der Sümpfe“)
  - Wahpeton oder Waȟpéthuŋwaŋ (‘Dwellers Among the Leaves’ – „Bewohner unter den Blättern/Volk, das unter den Blättern wohnt, d. h. im Laubwald“, Hinweis auf ihre gegenüber den anderen Östlichen Dakota größere Sesshaftigkeit)

Manchmal werden jedoch die hier als Otonwepi bezeichneten vier Gruppen der Östlichen Dakhóta innerhalb der Očhéthi Šakówiŋ („Sieben Ratsfeuer der Sioux“ – bestehend aus sieben Otonwepi) nicht als Otonwepi (Untergruppen), sondern als Óšpayepi/Oyate betrachtet (im Sinne von Bands begriffen; im Unterschied zum Otonwepi-Konzept, das unter dieser Bezeichnung Stämme versteht), die nach dieser Auffassung mehrere Thiyóšpaye (Großfamilien; im Unterschied zum Otonwepi-Konzept, das unter dieser Bezeichnung Bands versteht) umfassten, die sich wiederum aus zahlreichen Thiwáhe/Tiwahe (Kernfamilien) zusammensetzten. Im Otonwepi-Konzept ist die Thiyóšpaye hingegen eine Band, die sich wiederum in mehrere Wicoti (Lokalgruppen – bestehend aus einer bzw. mehrerer Großfamilien) unterteilt, wobei die kleinste soziale Einheit die Thiwáhe/Tiwahe (Kernfamilie) bildet.
Man vermutet, dass die Mdewakanton / Mdewakaŋtoŋwaŋ / Bdéwákhathuŋwaŋ die Ursprungsgruppe bildeten, von der sich die anderen drei Östlichen Dakhóta-Gruppen (Otonwepi), die Sisseton / Sisíthuŋwaŋ, die Wahpeton / Waȟpéthuŋwaŋ sowie die Wahpekute / Waȟpékhute, irgendwann getrennt haben. Einst wurden nur die Mdewakanton und später die eng verwandten und verbündeten Wahpekute als „Santee“ bezeichnet, später übertrug man diese Bezeichnung auf alle Otonwepi (Gruppen) der Östlichen Dakhóta, so dass man heute unter „Santee“ meist die ganze Stammesgruppe versteht. Dies verdeutlicht nochmals ihre große Bedeutung innerhalb der Östlichen Dakhóta; zudem waren wie bereits erwähnt die Mdewakanton innerhalb der Očhéthi Šakówiŋ („Sieben Ratsfeuer der Sioux“) die führende Otonwe / Tȟuŋwaŋ.

## Kultur und Lebensweise
Die Dakota ähnelten kulturell den Algonkin und gehörten somit eher zum Kulturareal des nordöstlichen Waldlandes als zur Plainskultur. Ihre Jagdbeute waren Hirsche, Rehe und Niederwild, aber auch Bisons, sie betrieben Fischfang mit Speeren und großen Netzen und bauten neben Bohnen, Kürbissen und Tabak auch Mais an. Sie gewannen Zucker aus Ahornsirup und ernteten Wildreis. Ahornsirup wurde durch Anzapfen der Bäume gewonnen und den aufgefangenen Saft kochte man so lange, bis eine dicke, stark süße, braune Flüssigkeit entstand, die zum Süßen der Nahrung diente. Wildreis wuchs vorwiegend im Gebiet der Großen Seen. Die im Spätsommer reifen, länglichen dunklen Körner wurden von Booten aus geerntet. Die Halme wurden ins Boot gebeugt und die Reiskörner mit Stöcken aus den Ähren gedroschen. Dabei fielen auch genügend Körner ins Wasser, um somit die Saat für das nächste Jahr zu bilden. Im Frühjahr und Sommer lebten sie in festen Siedlungen, die aus rechteckigen Rindenhäusern mit Giebeldächern bestanden. Auf der Jagd wurde das Tipi bevorzugt, aber auch der Wigwam der Algonkinstämme.

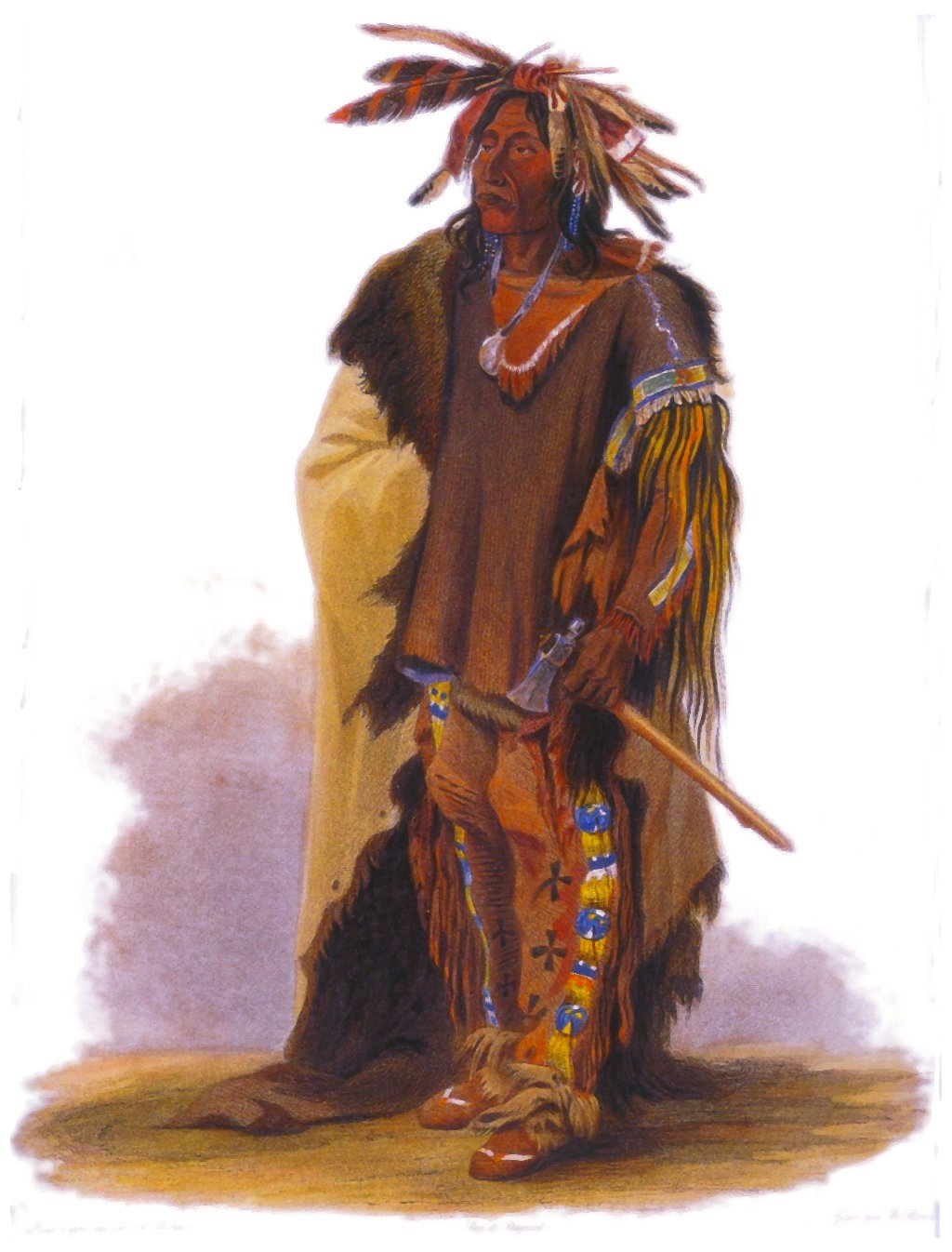
Dakota-Krieger Wahk-tä-ge-li, Bild von Karl Bodmer

## Geschichte
Die ersten Weißen, die mit den Dakota in Berührung kamen, waren die französischen Entdecker Pierre-Esprit Radisson und Médard des Groseilliers im Jahr 1659. Der Pelzhandel mit den Franzosen führte zu einer Konföderation mit den Anishinabe, die von 1679 bis 1736 bestand. Danach wurden die Dakota vom Oberen See von ihren ehemaligen Bundesgenossen aus den nördlichen Gebieten nach Süden und Westen vertrieben und fanden bis 1780 eine neue Heimat im heutigen südlichen Minnesota. Bis zum Ende des Britisch-Amerikanischen Krieges von 1812 waren sie mit den Briten verbündet.
1851 verkauften die Dakota einen Großteil ihres Stammesgebietes in Minnesota an die Vereinigten Staaten. Sie erhielten dafür im Gegenzug eine Reservation am Minnesota River, eine Einmalzahlung von 1.665.000 Dollar und das Versprechen auf jährliche Warenlieferungen zur Versorgung. In der Folge gab es Versuche, die Dakota zu sesshaften Farmern zu machen, die besonders unter den Mdewakanton einigen Erfolg hatten. Einer der Vorreiter war dabei der einflussreiche Häuptling Little Crow oder Taoyateduta, zugleich auch einer der Unterzeichner des Vertrags von 1851.
Die Reservation der Dakota wurde 1858 weiter verkleinert, als Minnesota als Bundesstaat die Aufnahme in die Vereinigten Staaten erlangte. Ihr Gebiet bot den Indianern nicht mehr genug Raum, um für sich selbst zu sorgen, so dass sie vollends von den Lieferungen der Regierung und von korrupten weißen Händlern abhingen. 1861 verschlechterte sich die Lage der Dakota noch weiter. Eine Missernte zwang sie, Nahrungsmittel auf Kredit bei den Händlern zu kaufen und sich zu verschulden. 1862 verzögerten sich außerdem die Zahlungen der US-Regierung aufgrund des Sezessionskrieges. Die folgende Hungersnot in der Reservation führte zum Sioux-Aufstand von 1862 in Minnesota. Besonders betroffen von dem Dakota-Aufstand war die Stadt New Ulm und ihre Umgebung. Am 23. September kam es am Wood Lake zur entscheidenden Schlacht. Ein Versuch Little Crows, die Soldaten unter Colonel Henry Hastings Sibley in einen Hinterhalt zu locken, scheiterte und die Amerikaner entschieden das zweistündige Gefecht für sich. Der größte Teil der Dakota gab den Kampf auf und ließ seine Gefangenen frei. Der Aufstand war damit praktisch beendet, er hatte etwa 500–800 Weißen das Leben gekostet. Die Zahl der Opfer auf der Seite der Dakota ist unbekannt.

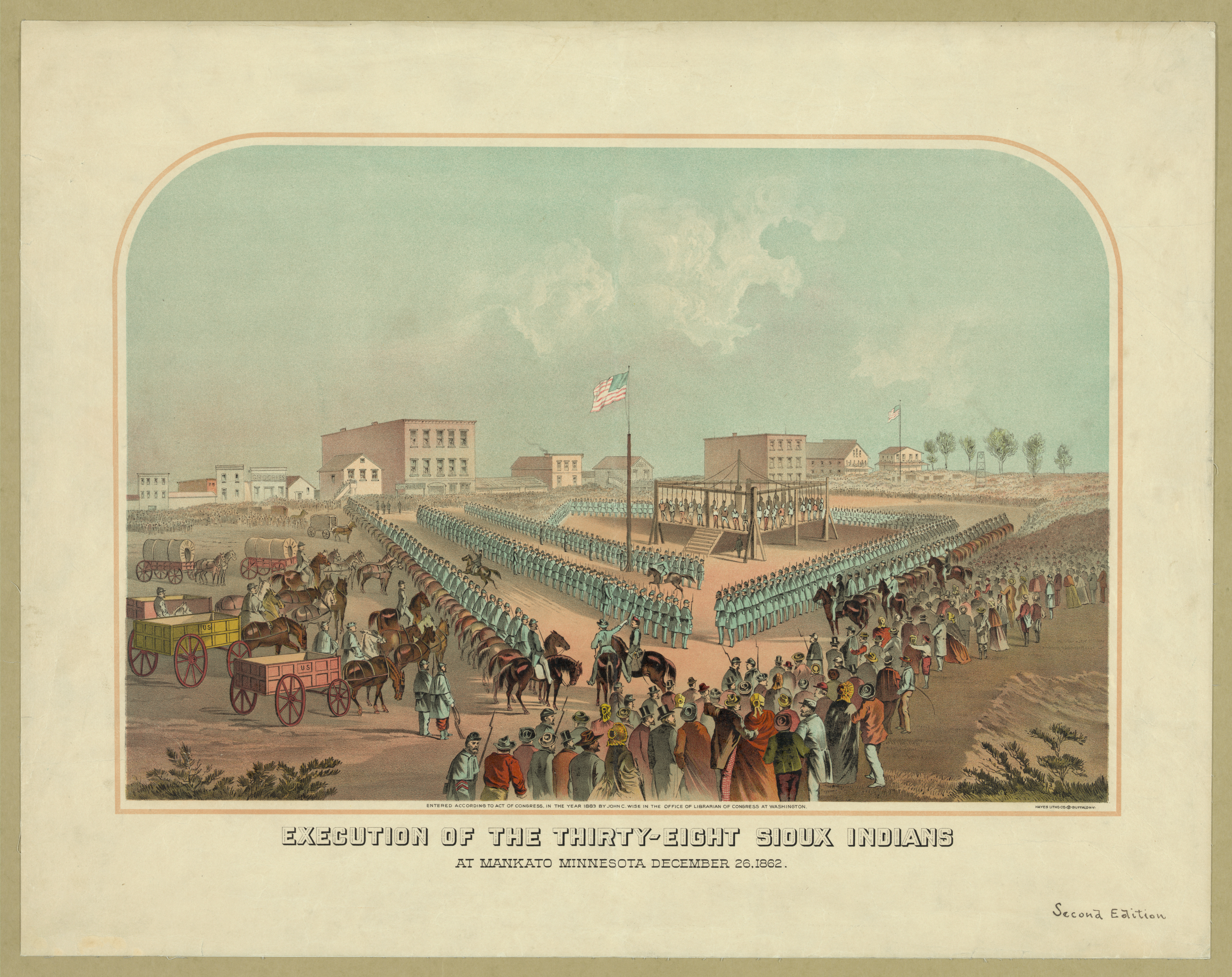
Exekution der 38 Dakota

Sechs Wochen nach dem Ende des Aufstandes wurden 392 Dakota vor Militärtribunale gestellt. In Prozessen, die teilweise nur fünf Minuten dauerten, wurden 303 von ihnen wegen Vergewaltigung und Mord zum Tode verurteilt. Dagegen regte sich jedoch öffentlicher Protest, so unter anderem auch vom Bischof der Episkopalkirche von Minnesota, Henry B. Whipple. Whipple reiste sogar eigens nach Washington, um Präsident Abraham Lincoln um Gnade zu bitten. Lincoln ließ den größten Teil der Todesurteile in Haftstrafen umwandeln.
Der Präsident bestätigte nur die Todesurteile derer, denen man Vergewaltigung und Mord von Zivilisten nachweisen konnte. Am 26. Dezember 1862 wurden daraufhin 38 Dakota bei der größten Massenexekution der amerikanischen Geschichte in Mankato in Minnesota öffentlich gehängt. Häuptling Little Crow war mit einigen Getreuen zu anderen Sioux in die Prärie geflohen, kehrte später zurück und wurde am 3. Juli 1863 beim Beerensammeln von einem Farmer erschossen. Viele Santee, vor allem Sisseton und Wahpeton, flohen nach Kanada. Der Aufstand der Dakota war die erste kriegerische Auseinandersetzung zwischen den Sioux und den Vereinigten Staaten. Es folgten viele weitere blutige Konflikte in den nächsten beiden Jahrzehnten, bis der Krieg im amerikanischen Westen schließlich 1890 mit dem Massaker von Wounded Knee sein Ende fand.

## Heutige Stämme und First Nations der Dakota

### Stämme in den USA
Die verschiedenen Stämme und Gruppen der Dakota wurden nach der Niederschlagung des Aufstands von 1862 in Reservate in Minnesota, Montana, Nebraska, North Dakota und South Dakota umgesiedelt und sind heute, meist zusammen mit Angehörigen der Nakota- und Lakota-Stammesgruppen der Sioux sowie Anishinabe und Assiniboine, in folgenden elf auf Bundesebene anerkannten Stämmen (federally recognized tribes) organisiert und eingeschrieben; einzig die Mendota Mdewakanton Dakota Community ist auf Bundesebene nicht als Stamm anerkannt, auch verweigert Minnesota ihnen die state recognition als Stamm:
Vereinigte Staaten – North Dakota
- Spirit Lake Tribe (Mni Wakan Oyate)[15]  (die Spirit Lake Reservation (vormals: Devil's Lake Reservation), umfasst ca. 1.049 km², das größte Gewässer ist der Devils Lake, mit ca. 900 km² der größte Natursee des Staates, der sich über 320 km erstreckt, bedeutendster Fluss ist der Sheyenne River, der das Reservat auf ca. 80 km durchfließt und im Süden begrenzt. Verwaltungssitz: Fort Totten, North Dakota, Stammesgruppen: Dakota, Nakota, Stämme: Dakota: Sisseton (Sisituwan), Wahpeton und andere Gruppen. Yanktonai: Cutheads (Pabaksa, Paksa oder Natakaksa) der Upper Yanktonai (Ihanktonwana), Stammesmitglieder gesamt (Weiße und Indianer): 6.748, hiervon leben 4.238, darunter 3.587 Sioux, im Reservat)

Vereinigte Staaten – South Dakota
- Sisseton-Wahpeton Oyate of the Lake Traverse Reservation[16] (die Lake Traverse Reservation liegt im NO von South Dakota sowie einem kleinen Streifen im SW von North Dakota. Verwaltungssitz: Agency Village, nahe Sisseton, South Dakota, Stammesgruppe: Dakota, Stämme: Sisseton, Wahpeton, Stammesmitglieder gesamt (Weiße und Indianer): 66.020 (davon 9.958 Sioux), hiervon leben 10.922, darunter 4.393 Sioux, im Reservat)
- Flandreau Santee Sioux Tribe[17] (die Flandreau Indian Reservation mit Verwaltungssitz Flandreau, South Dakota, umfasst ca. 10,11 km² Land entlang des Big Sioux River, Moody County, auf der Hochebene namens Coteau des Prairies im Südosten von South Dakota, Stammesgruppe: Dakota, Stämme: Mdewakanton, Wahpekute, Wahpeton, Stammesmitglieder gesamt (Weiße und Indianer): 6.904 (davon 1.401 Sioux), hiervon leben 418, darunter 371 Sioux, im Reservat)
- Crow Creek Sioux Tribe (die Crow Creek Indian Reservation mit Verwaltungssitz in Fort Thompson umfasst ca. 1.092 km² und liegt in der Mitte South Dakotas entlang des Ostufers des Missouri River, am Westufer liegt die Lower Brule Reservation, Stammesgruppen: Dakota, Nakota, Stämme: Mdewakanton (People of Spirit Lake), Yankton (Ihanktonwan – People of the End) sowie einige Lower Yanktonai (Hunkpatina), Stammesmitglieder gesamt (Weiße und Indianer): 22.364 (davon 5.659 Sioux), hiervon leben 2.010, darunter 1.821 Sioux, im Reservat)

Vereinigte Staaten – Minnesota
- Upper Sioux Community – Pejuhutazizi Oyate[18] (die heutige Bezeichnung als Upper Sioux rührt daher, dass die Sisseton und Wahpeton zusammen als upper bands der Dakota bezeichnet wurden, die Upper Sioux Indian Reservation (Pejuhutazizi Kapi – ‘The place where they dig for yellow medicine’) mit Verwaltungssitz ca. 8 km südlich von Granite Falls umfasst ca. 5,82 km² Fläche im Südwesten von Minnesota, Stammesgruppe: Dakota, Stämme: Sisseton, Wahpeton, Mdewakanton, Stammesmitglieder gesamt: 350, davon leben ca. 200 im Reservat)[19]
- Lower Sioux Indian Community[20] (die Bezeichnung als Lower Sioux rührt daher, dass die Mdewakanton and Wahpekute zusammen oft als die lower bands der Dakota bezeichnet wurden, die Lower Sioux Indian Reservation liegt im Minnesota River Valley (Cansa’yapi – ‘where they marked the trees red’), im Redwood County im mittleren Südwesten von Minnesota und umfasst ca. 7,05 km², jenseits des Minnesota Rivers befindet sich Birch Coulee, der Schauplatz der Niederlage einer kleinen Abteilung unter Major Joseph R. Brown am 2. September 1862 während des Sioux-Aufstands von 1862, Verwaltungssitz liegt ca. 3,20 km südlich von Morton, Stammesgruppe: Dakota, Stämme: Mdewakanton, Wahpekute, Stammesmitglieder gesamt: ca. 930, davon leben mehr als die Hälfte auf der Reservation)
- Shakopee Mdewakanton Sioux Community[21] (auch Shakopee Mdewakanton Dakota Community oder Shakopee Tribe, die Shakopee Mdewakanton Indian Reservation (vormals: Prior Lake Indian Reservation) umfasst ca. 13,60 km² in den Städten Prior Lake und Shakopee, Scott County im Süden von Minnesota südlich des Minnesota Rivers, ca. 30 km südwestlich der Twin Cities, der Stamm wurde nach Häuptling Sakpe (sprich: ‘Shock-pay’ – Sechs) benannt, der Anführer eines tiwahe namens Teen-tah-o-tan-wa östlich der heutigen Stadt Shakopee war, Stammesgruppe: Dakota, Stämme: Mdewakanton, Wahpekute)
- Prairie Island Indian Community[22] (die Prairie Island Indian Community (Tinta Winta) liegt entlang der bewaldeten Ufer des Mississippi River und Vermillion River, in und in der Umgebung der Stadt Red Wing im Goodhue County im Südosten von Minnesota an der Grenze zu Wisconsin, zusätzlich besitzt der Stamm noch Land außerhalb der eigentlichen Reservation, wodurch sich die Größe des Stammeslandes auf ca. 4,32 km² fast verdoppelt: in Red Wing und im Welch Township, Goodhue County, sowie im Ravenna Township, östliches Dakota County, Stammesgruppe: Dakota, Stämme: Mdewakanton, Wahpekute, Stammesmitglieder gesamt: ca. 800, von denen ca. 200 auf der Reservation leben)
- Minnesota Chippewa Tribe[23] (meist Anishinabe (Chippewa in den USA, Ojibwe in Kanada genannt), viele mit Santee-Dakota-Abstammung, die jedoch heute sich als Anishinabe (Chippewa) identifizieren, der Stamm unterteilt sich in sechs Bands, viele von den Chippewa (Ojibwe) dominierten und inkorporierten Gruppen können im Allgemeinen durch die individuelle Odoodeman (Clans, singl. odoodem) identifiziert werden: dem Ma'iingan (Wolf Clan), Maanameg (Catfish Clan) und Nibiinaabe (Merman Clan, heute meist ein Clan der Winnebago) gehören oft Nachfahren von Mdewakanton und Wahpekute der Dakota an)
  - Bois Forte Band of Chippewa[24] (Zagaakwaandagowininiwag – ‘Men of the Thick Fir-woods’, meist falsch verkürzt zu Zagwaandagaawininiwag – ‘Men of the Thick Boughs’, einst eine Gruppe der Lake Superior Chippewa oder Gichigamiwininiwag)
  - Fond du Lac Band of Lake Superior Chippewa[25] (Wayekwaa-gichigamiing Gichigamiwininiwag – ‘Lake Superior Men at the far end of the Great Lake’)
  - Grand Portage Band of Chippewa[26] (einst eine Gruppe der historischen Großgruppe der Lake Superior Chippewa oder Gichigamiwininiwag)
  - Leech Lake Band of Ojibwe[27] (auch Leech Lake Band of Chippewa Indians, Leech Lake Band of Minnesota Chippewa Tribe oder Gaa-zagaskwaajimekaag Ojibweg)
  - Mille Lacs Band of Ojibwe[28] (auch Mille Lacs Band of Chippewa Indians (‘Misi-zaaga'igani Anishinaabeg’) oder Mille Lacs and Snake River Band of Chippewa (‘Misi-zaaga'iganiwininiwag’), stammen sowohl von Ojibwe als auch von Dakota ab, alle Trommeln der Mille Lacs Band sind Dakota-Ursprungs, die Gesänge und Melodien sind auch typisch für die Dakota, jedoch wurden die Texte in Ojibwe übersetzt und in dieser Sprache auch gesungen, alle Stammesmitglieder identifizieren sich heute als Ojibwe, auch die mit Dakota-Abstammung)
    - Mille Lacs Band of Mdewakanton Dakota (Mdewakanton und Wahpekute der Santee, die vor der Niederlage bei Kathio Historic District (Battle of Kathio) entlang dreier Seen (Ogechie, Shakopee und Onamia) am Oberlauf des Rum River (Wakpa Wahkon – ‘Spirit River’) sowie entlang des Südufers des Mille Lacs Lake (Mde Wahkon – ‘Spirit Lake’) lebten, die meisten Dakota zogen hiernach nach Süden und Westen, die zurückblieben, schlossen Frieden, identifizierten sich ab nun als Ojibwe, die Ojibwe übernahmen im Gegenzug die heiligen Gebräuche und Gesänge bezüglich des Mille Lacs Lake)[29]
    - Mille Lacs Band of Mississippi Chippewa (einst eine Gruppe der mächtigen Mississippi River Band of Chippewa Indians oder Gichi-ziibiwininiwag)
    - Mille Lacs Band of Border-sitter Chippewa (auch St. Croix Chippewa Indians of Minnesota, einst eine Gruppe der historischen St. Croix Band of Lake Superior Chippewa (Manoominikeshiinyag – ‘Ricing Rails’), einer Gruppe der Border Sitters (‘Biitan-akiing-enabijig’), die wiederum eine große Untergruppe der Lake Superior Chippewa oder Gichigamiwininiwag waren; wegen ihrer engen Beziehung zu benachbarten Dakota, wurden die Knife, Rice, Rush, Snake, Sunrise und Apple River Bands als Ojibwe und als Dakota angesehen, Mitglieder dieser Bands trugen (tragen) oft Dakota-Namen und gehören dem Ma'iingan (Wolf) Doodem an, Häuptlinge wie Sakpe (Shak'pi, meist Shackopee) unterzeichneten Verträge sowohl als Ojibwe als auch als Dakota)

  - White Earth Band of Ojibwe[30] (auch White Earth Nation oder Gaa-waabaabiganikaag Anishinaabeg)
- Mendota Mdewakanton Dakota Community[31] (weder auf Bundesebene (federally recognized) noch vom Bundesstaat Minnesota (state recognized) als Stamm (tribe) anerkannt, Letter of Intent to Petition 4/11/1996)

Vereinigte Staaten – Nebraska
- Santee Sioux Nation[32] (auch Santee Sioux Tribe of Nebraska,[33] die Santee Sioux Reservation umfasst ca. 447,84 km² im Knox County, im Norden durch den Missouri River begrenzt erstreckt sie sich südwärts über ca. 27 km, sowie von Ost nach West über ca. 21 km. Die Mehrheit der Bevölkerung wohnt im Dorf Santee entlang des Missouri River im Nordwesten der Reservation, Verwaltungssitz ist Niobrara, Nebraska, Stammesgruppe: Dakota, Stämme: Mdewakanton, Wahpekute, ca. 878 Stammesmitglieder lebten 2000 auf der Reservation, hiervon waren 64,10 % Indianer (meist Sioux) und 33,70 % Weiße)

Vereinigte Staaten – Montana
- Fort Peck Assiniboine & Sioux Tribes[34] (die Fort Peck Indian Reservation mit Verwaltungssitz in Poplar erstreckt sich im Nordosten Montanas nördlich des Missouri Rivers von West nach Ost ca. 180 km und von Süden nach Norden ca. 65 km und umfasst ca. 8.290 km², Stammesgruppen: Lakota, Dakota, Nakota, Stämme: Hunkpapa, Cutheads (Pabaksa, Paksa oder Natakaksa) der Upper Yanktonai (‘Ihanktonwana’), Sisseton, Wahpeton sowie folgende Gruppen der Assiniboine: Hudesabina (‘Red Bottom’), Wadopabina (‘Canoe Paddler’), Wadopahnatonwan (‘Canoe Paddlerrs Who Live on the Prairie’), Sahiyaiyeskabi (‘Plains Cree-Speakers’), Inyantonwanbina (‘Stone People’) und die Fat Horse Band[35], von den ca. 11.786 Stammesmitgliedern leben rund 6.000 auf der Reservation)

### First Nations in Kanada
Die Nachkommen der nach dem Aufstand von 1862 nordwärts nach Kanada flüchtenden Dakota sind heute Stammesmitglieder, manchmal zusammen mit Westlichen Saulteaux, Cree und Assiniboine (Nakota) sowie einigen Yanktonai, in neun First Nations (manchmal auch Bands genannt) in den Prärieprovinzen Manitoba und Saskatchewan in Kanada:
Kanada – Manitoba
Dakota Ojibway Tribal Council
- Birdtail Sioux First Nation (der Verwaltungssitz Beulah befindet sich auf dem bevölkerungsreichsten und größten Reservat Birdtail Creek #57, ca. 96 km nordwestlich von Brandon, das direkt am Assiniboine River im Südwesten von Manitoba liegt, Stammesgruppe: Dakota, Stämme: Mdewakanton, Wahpekute sowie einige Yanktonai, Reservate: Birdtail Creek #57, Birdtail Hay Lands #57A, Fishing Station #62A,[36] ca. 28,85 km², von den 805 Stammesmitgliedern leben 410 auf der Reservation)

Independent First Nations
- Canupawakpa First Nation[37] (auch Canupawakpa Dakota Nation, die First Nation lebt ca. 72 km südwestlich von Brandon, ca. 27 km südlich von Virden, Manitoba sowie 6 km nördlich von Pipestone, Manitoba, dem Verwaltungssitz. Die Stammesmitglieder haben ihre Sprache beibehalten und ihre Kultur bewahrt. Stammesgruppen: Dakota, Nakota, Stämme: Wahpekute, Wahpeton, Yanktonai, Reservate: Canupawakpa Dakota First Nation, Fishing Station #62A, Oak Lake #59A, ca. 11,53 km², von den 661 Stammesmitgliedern leben 298 auf den Reservationen)
- Dakota Plains First Nation (auch Dakota Plains Wahpeton First Nation, Verwaltungssitz ist Portage la Prairie, ca. 70 km westlich von Winnipeg am Assiniboine River nahe dem Lake Manitoba, das größte Reservat #6A befindet sich ca. 30 km südwestlich von Portage la Prairie und 104 km südwestlich von Winnipeg, 1972 teilte sich die Siedlung Sioux Village nahe Portage La Prairie in zwei First Nations – die Dakota Tipi First Nation, nahe Portage La Prairie und Dakota Plains First Nation, welche an die Long Plain First Nation grenzt, Stammesgruppe: Dakota, Stämme: Wahpeton, Sisseton, Reservat: Dakota Plains #6A, ca. 5,30 km², von den 260 Stammesmitgliedern leben 163 auf der Reservation)
- Dakota Tipi First Nation[38] (1972 teilte sich die Siedlung Sioux Village nahe Portage La Prairie in zwei First Nations – die Dakota Tipi First Nation, nahe Portage La Prairie, ca. 80 km westlich von Winnipeg, und Dakota Plains First Nation, welche an die Long Plain First Nation grenzt, die Stammesmitglieder sprechen Dakota, jedoch die meisten bevorzugen Canadian English, Stammesgruppe: Dakota, Stamm: Wahpeton, Reservat: Dakota Tipi #1, ca. 0,59 km²)
- Sioux Valley Dakota First Nation[39] (vormals: Oak River Sioux Band, für die heutige First Nation wurde 1873 unter der Führung von Wambdiska (Dolmetscher), Tahampagda (Rattling Moccasins) und dem Häuptling Taninyanhdinazin (Came into sight) 43 km nordwestlich von Brandon, Manitoba, das Oak River Reserve (‘Wipazoka Wakpa’, später Sioux Valley Dakota Nation genannt) errichtet, Verwaltungssitz ist Griswold, Manitoba, Stammesgruppe: Dakota, Stämme: Sisseton, Wahpeton, sowie einige Mdewakanton und Wahpekute, Reservate: Fishing Station #62A, Sioux Valley Dakota Nation, ca. 42,01 km², von den 2.434 Stammesmitgliedern leben 1.368 auf der Reservation)

Kanada – Saskatchewan
File Hills Qu'Appelle Tribal Council
- Standing Buffalo Dakota First Nation[41] (benannt nach Häuptling Tatankanaje (Standing Buffalo), der zusammen mit Häuptling Wapahska (Whitecap), nach dem Sioux-Aufstand von 1862 in Minnesota nach Norden in die Plains von Kanada floh, liegt das Reservat der First Nation ca. 8 km nordwestlich von Fort Qu'Appelle im Süden von Saskatchewan, Verwaltungssitz ist Fort Qu'Appelle, Stammesgruppe: Dakota, Stämme: Sisseton, Wahpeton, einige Wahpekute, Reservat: Standing Buffalo #78, ca. 22,46 km², von den 1.212 Stammesmitgliedern leben 444 auf der Reservation)

Saskatoon Tribal Council
- Whitecap Dakota First Nation #94[43] (vormals: Moose Woods Sioux Band, Häuptling Wapahska (Whitecap) floh zusammen mit Häuptling Tatankanaje (Standing Buffalo) nach dem Sioux-Aufstand von 1862 nach Norden in die Plains von Kanada, Ende der 1860er jagte diese Stammesgruppe vom heutigen Saskatoon am South Saskatchewan River nordwestlich bis zum North Saskatchewan River sowie westwärts bis zu den Cypress Hills in Alberta, traditionellen Stammesgebieten ihrer vormaligen Feinde – der Plains Assiniboine und Plains Cree, das heutige Reservat Whitecap #94 liegt 29 km südlich von Saskatoon entlang des Chief Whitecap Trail (Hwy 219), im Westen wird es durch den South Saskatchewan River und im Osten durch die Dundurn Militärbasis (CFAD Dundurn) begrenzt, Verwaltungssitz ist Whitecap, Saskatchewan, Stammesgruppe: Dakota, Stämme: Wahpeton, Sisseton, Reservat: Whitecap #94, ca. 18,95 km², von den 600 Stammesmitgliedern leben 283 auf der Reservation)

Prince Albert Grand Council (PAGC)
- Wahpeton Dakota First Nation (vormals: Round Plain Sioux Band, die Vorfahren der heutigen First Nation jagten im kanadisch-amerikanischen Grenzgebiet, bevor sie unter Häuptling Hupa-yaktao 1878 ins Gebiet rund ums heutige Prince Albert am North Saskatchewan River zogen, die beiden Reservate liegen ca. 15 km nordwestlich von Prince Albert, Saskatchewan, Stammesgruppen: Dakota, Westliche Saulteaux, Stämme: Wahpeton, Saulteaux (eine Gruppe der Anishinabe), Reservate: Wahpaton #94A, #94B, ca. 15,47 km², von den 489 Stammesmitgliedern leben 294 auf den Reservationen)

Southeast Treaty #4 Tribal Council (SET4)
- White Bear First Nations[45] (Häuptling Wahpemakwa unterzeichnete 1875 den Treaty No. 4 für seine aus 24 Familien und 82 Mitglieder zählende Gruppe, das Hauptreservat White Bear #70 der First Nations liegt 13 km nördlich von Carlyle in Saskatchewan entlang des Highway 9, Stammesgruppen: Cree, Westliche Saulteaux, Assiniboine (Nakota) und Dakota, heute werden noch Cree, Saulteaux (Nakawēmowin)[46] und Assiniboine (Nakota)[47] gesprochen, Reservate: Pheasant Rump #68 (10 km nördlich von Kisbey), Treaty 4 Reserve Grounds #77 (westlich angrenzend zu Fort Qu'Appelle), White Bear #70 (30 km nördlich von Carlyle), ca. 172,30 km², von den 2.493 Stammesmitgliedern leben 826 auf den Reservationen)

## Bekannte Dakota
- Einer der namhaftesten Dakota ist der Schauspieler und Sänger Floyd Westerman. Bekannt wurde er vor allem durch seine Rolle als Häuptling "Zehn Bären" in Kevin Costners Filmepos Der mit dem Wolf tanzt.
- Die indianische Schriftstellerin, Musikerin und Aktivistin Zitkala-Ša, eine Yankton-Dakota, wurde durch ihre Schriften und ihr politisches Wirken für die Verbesserung der Lebensumstände der nordamerikanischen Indianer bekannt.
- Angelique EagleWoman ist eine Rechtswissenschafterin, die sich für indigene Völker einsetzt.